# 圣伊纳爵堂 (纽约市)
圣伊纳爵堂（英語：Church of St. Ignatius of Loyola）是一座罗马天主教教堂，位于纽约市曼哈顿上东城的公园大道980号，由耶稣会管理。它属于天主教纽约总教区，1851年成立时称为“圣老楞佐堂”（St. Lawrence O'Toole's Church）。1898年，堂区的主保圣人由圣老楞佐改为圣依納爵·羅耀拉。该堂位于公园大道与84街的西南转角，是耶稣会圣伊纳爵堂建筑群的一部分。该建筑群包括本堂区大厅（“华莱士厅”，教堂地下）；小学圣伊纳爵学校在教堂后面的84街；中学罗耀拉学校（也在公园大道980号）在公园大道与83街的西北转角。此外，另一所耶稣会中学雷奇中学（东84街55号），位于84街的北侧。1980年7月24日，该教堂被列入美國國家史蹟名錄。